# Bronzo (1942)
| «Бронцо»                                                                                                 | «Бронцо» | «Бронцо» |
| --- | --- | --- |
| Bronzo                                                                                                   | | |
| | | |
| Схематичне зображення італійського підводного човна «Аччайо», що належав до човнів «Платино» 600-ї серії | | |
| Верф | Cantieri navali Tosi di Taranto, Таранто | Cantieri navali Tosi di Taranto, Таранто |
| Під прапором                                                                                             | Королівство Італія | Королівство Італія |
| Належність                                                                                               | Королівські військово-морські сили Італії | Королівські військово-морські сили Італії |
| Закладений                                                                                               | 2 грудня 1940 | 2 грудня 1940 |
| Спуск на воду                                                                                            | 28 вересня 1941 | 28 вересня 1941 |
| Введений до складу флоту                                                                                 | 2 січня 1942 | 2 січня 1942 |
| На службі                                                                                                | 1942–1943 | 1942–1943 |
| Сучасний статус                                                                                          | 12 липня 1943 року після бою біля Сиракуз з британськими тральщиками «Сігам», «Бостон», «Пул» та «Кромарті» здався у полон; переданий до флоту Вільної Франції, де отримав назву «Нарвал» | 12 липня 1943 року після бою біля Сиракуз з британськими тральщиками «Сігам», «Бостон», «Пул» та «Кромарті» здався у полон; переданий до флоту Вільної Франції, де отримав назву «Нарвал» |
| Бойовий досвід                                                                                           | Друга світова війна Битва на Середземному морі * Операція «Гарпун» | Друга світова війна Битва на Середземному морі * Операція «Гарпун» |
| Проєкт                                                                                                   | | |
| Тип ПЧ                                                                                                   | прибережний підводний човен | прибережний підводний човен |
| Основні характеристики                                                                                   | | |
| Швидкість (надводна)                                                                                     | 14 вузлів (25,9 км/год) | 14 вузлів (25,9 км/год) |
| Швидкість (підводна)                                                                                     | 7,5 вузлів (13,9 км/год) | 7,5 вузлів (13,9 км/год) |
| Робоча глибина занурення                                                                                 | 75 м | 75 м |
| Гранична глибина занурення                                                                               | 80 м | 80 м |
| Дальність плавання                                                                                       | 2300 миль (4260 км) на швидкості 10,5 вузлів у надводному положенні 80 миль (148 км) на швидкості 4 вузли (7,4 км/год) у підводному положенні                                             | 2300 миль (4260 км) на швидкості 10,5 вузлів у надводному положенні 80 миль (148 км) на швидкості 4 вузли (7,4 км/год) у підводному положенні                                             |
| Екіпаж                                                                                                   | 44 офіцери та матроси | 44 офіцери та матроси |
| Розміри                                                                                                  | | |
| Довжина найбільша (по КВЛ)                                                                               | 60,18 м | 60,18 м |
| Ширина корпусу найб.                                                                                     | 6,475 м | 6,475 м |
| Середня осадка (по КВЛ)                                                                                  | 4,78 м | 4,78 м |
| Водотоннажність надводна                                                                                 | 712 т | 712 т |
| Водотоннажність підводна                                                                                 | 865 т | 865 т |
| Силова установка                                                                                         | | |
| Дизель-електрична: 2 × дизельних двигуни Tosi 2 × електродвигуни Ansaldo                                 | | |
| Гвинти                                                                                                   | 2 | 2 |
| Потужність                                                                                               | 1500 к. с. (дизелі) 800 к. с. (електродвигун) | 1500 к. с. (дизелі) 800 к. с. (електродвигун) |
| Озброєння                                                                                                | | |
| Артилерія                                                                                                | 1 × 100-мм корабельна гармата OTO Mod. 1924/1927/1928 | 1 × 100-мм корабельна гармата OTO Mod. 1924/1927/1928 |
| Торпедно- мінне озброєння                                                                                | 6 × 533-мм торпедних апаратів 12 торпед | 6 × 533-мм торпедних апаратів 12 торпед |
| ППО | 1 × 20-мм автоматична зенітна гармата Scotti-Isotta-Fraschini 20/704 2 × 12,7-мм зенітних кулемети Breda Model 1931                                                                       | 1 × 20-мм автоматична зенітна гармата Scotti-Isotta-Fraschini 20/704 2 × 12,7-мм зенітних кулемети Breda Model 1931                                                                       |

«Бронцо» (італ. Bronzo) — військовий корабель, дизель-електричний прибережний підводний човен 600-тонної серії типу «Платино» Королівських ВМС Італії за часів Другої світової війни. «Бронцо» був закладений 2 грудня 1940 року на верфі компанії Cantieri navali Tosi di Taranto у Таранто. 28 вересня 1941 року він був спущений на воду, а 2 січня 1942 року увійшов до складу Королівських ВМС Італії.
За час служби «Бронцо» здійснив 19 бойових походів у Середземне море, в яких провів 99 діб, пройшовши 10963 миль у надводному положенні та 2037 — у підводному положенні.

## Історія служби
9 червня 1942 року «Бронцо» був направлений до VII групи підводних човнів, яка базувалася в Кальярі.
13 червня він вийшов у море (під командуванням лейтенанта Чезаре Булдріні) у свою першу місію: він повинен був сформувати разом з трьома іншими підводними човнами бар'єр між мисами Фалкон і Феррат (Оранська затока) в протистояння британській операції «Гарпун», в контексті битви, що розігралася в цей час у Середземному морі. Він був атакований літаком, якого він уникнув, різко занурившись: він не зазнав пошкоджень, але його виявлення змусило британське формування відхилитись від маршруту. О 22:23 16 червня він помітив лінкор «Малайя» та авіаносець і спробував атакувати, але був відігнаний ескортом і змушений був зануритися на 117 метрів, щоб уникнути атак есмінців противника. 29 червня «Бронцо» повернувся на базу.
12 липня 1943 року британські тральщики «Сігам», «Бостон», «Пул» та «Кромарті» захопили у Сиракузі італійський підводний човен «Бронцо», який згодом став до строю британського підводного флоту, як HMS P714
Човен базувався на Мальті, і наприкінці 1943 року знову ввели до строю в Середземному морі. 24 січня 1944 року його передали до складу флоту Вільної Франції, де він отримав назву «Нарвал». Під командування трофейний човен прийняв лейтенант П'єр Клав'є. У березні 1944 «Нарвал» вирушив з Мальти в Александрію в Єгипті, де його ремонтували до середини серпня. У грудні 1944 року він був направлений до школи підводників у Дакарі, а потім став навчальним кораблем.
У листопаді 1945 року його вивели до резерву в Орані, а наприкінці 1948 року продали на брухт.